# صموئيل باركر (سياسي أمريكي)
صموئيل باركر (بالإنجليزية: Samuel Parker)‏ هو سياسي أمريكي، ولد في 1806، وتوفي في 1886 في أوريغون في الولايات المتحدة. انتخب عضو مجلس نواب أوريغون.